# Kostel svatého Josefa (Hrubá Skála)
Kostel svatého Josefa stojí na okraji Hruboskalského skalního města, v těsné blízkosti zámku Hrubá Skála. Od roku 1964 je chráněna jako kulturní památka.

## Historie

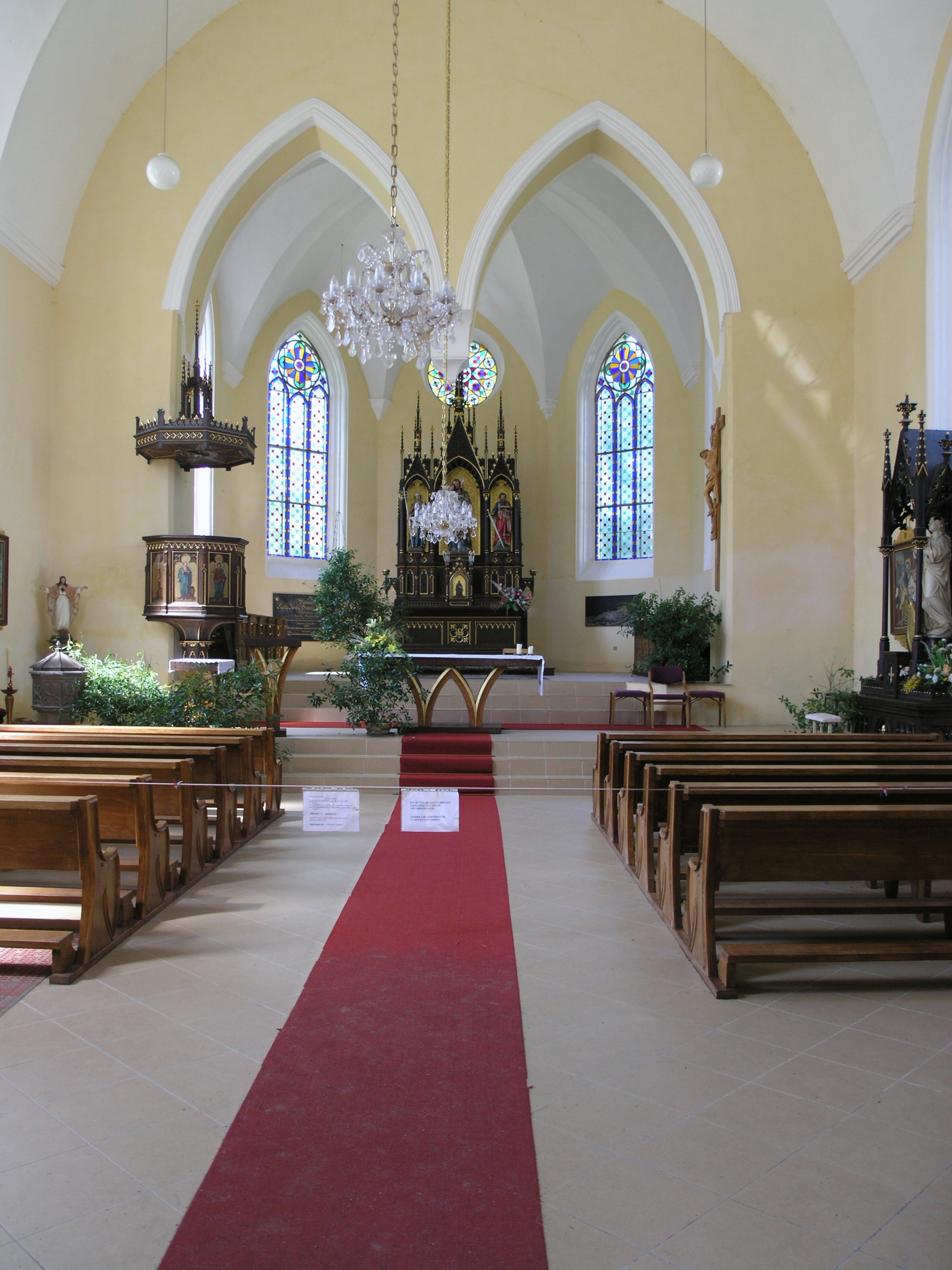
Interiér kostela svatého Josefa na Hrubé Skále

Jednoduchý jednolodní kostel ve stylu romantické novogotiky nechal v roce 1812 podle projektu Jindřicha Hausknechta postavit tehdejší majitel panství hrabě Josef Karel z Valdštejna. Ten byl také po své smrti o dva roky později pochován ve zdejší kryptě. Kostel byl vysvěcen 13. října 1812 Jelikož bylo kněžiště vysekáno do skály, kterou nelze odizolovat, je kostel vlhký. Hlavní novogotický oltář sv. Josefa vyrobila na konci 19. století firma Bušků ze Sychrova. Většinu interiéru postupem času zničila dřevomorka domácí. Ta se nevyhnula ani postrannímu oltáři Panny Marie. Na začátku 70. let 20. století byla zničena i sádrová socha Ježíše z roku 1935, kterou kostelu daroval akademický sochař Josef Drahoňovský. V letech 1815–1820 zde jako administrátor působil český buditel Antonín Marek z Turnova, později známý jako Libuňský jemnostpán. V roce 1848 před svatodušními bouřemi zdejší kaplan Jan Arnold sloužil v Praze na Koňském trhu mši.
V březnu 2003 nechal farář František Kocman z Rovenska pod Troskami bez stavebního povolení a souhlasu památkářů zalít zdejší původní pískovcovou podlahu betonem. Díky tomu došlo ke značnému poškození kostela, neboť vlhkost, která dříve odcházela pískovcovými póry, se nyní usazuje na stěnách kostela. V minulosti tentýž farář nechal ke kostelu načerno přistavět sakristii, za což dostal pokutu 300 000 Kč.

## Popis
Kostel je novogotická jednolodní omítaná neorientovaná stavba je uzavřena pětibokým závěrem a postavena ze smíšeného zdiva. Na okapových stranách je zeď zpevněna čtveřicí opěráků. Hlavní vchod se dvěma okny po stranách ve východním neomítaném průčelí jsou sklenuty lomeným obloukem. Nad římsou je trojúhelníkový omítnutý štít s kruhovým vitrážovým oknem. Pětiboké kněžiště na západní straně má po stranách dvě hrotitá okna. Čtvercová sakristie se dvěma kruhovými okny a zadním vchodem se napojuje na závěr. Kostel má oplechovanou sedlovou střechu s věžičkou, ve které jsou zavěšeny tři zvony.
V interiéru nad hlavním vchodem je kruchta posazena na pilíře. Loď je zaklenuta valenou klenbou s lunetami. Za hlavním oltářem je kruhové okno.